# Калошино (Москва)

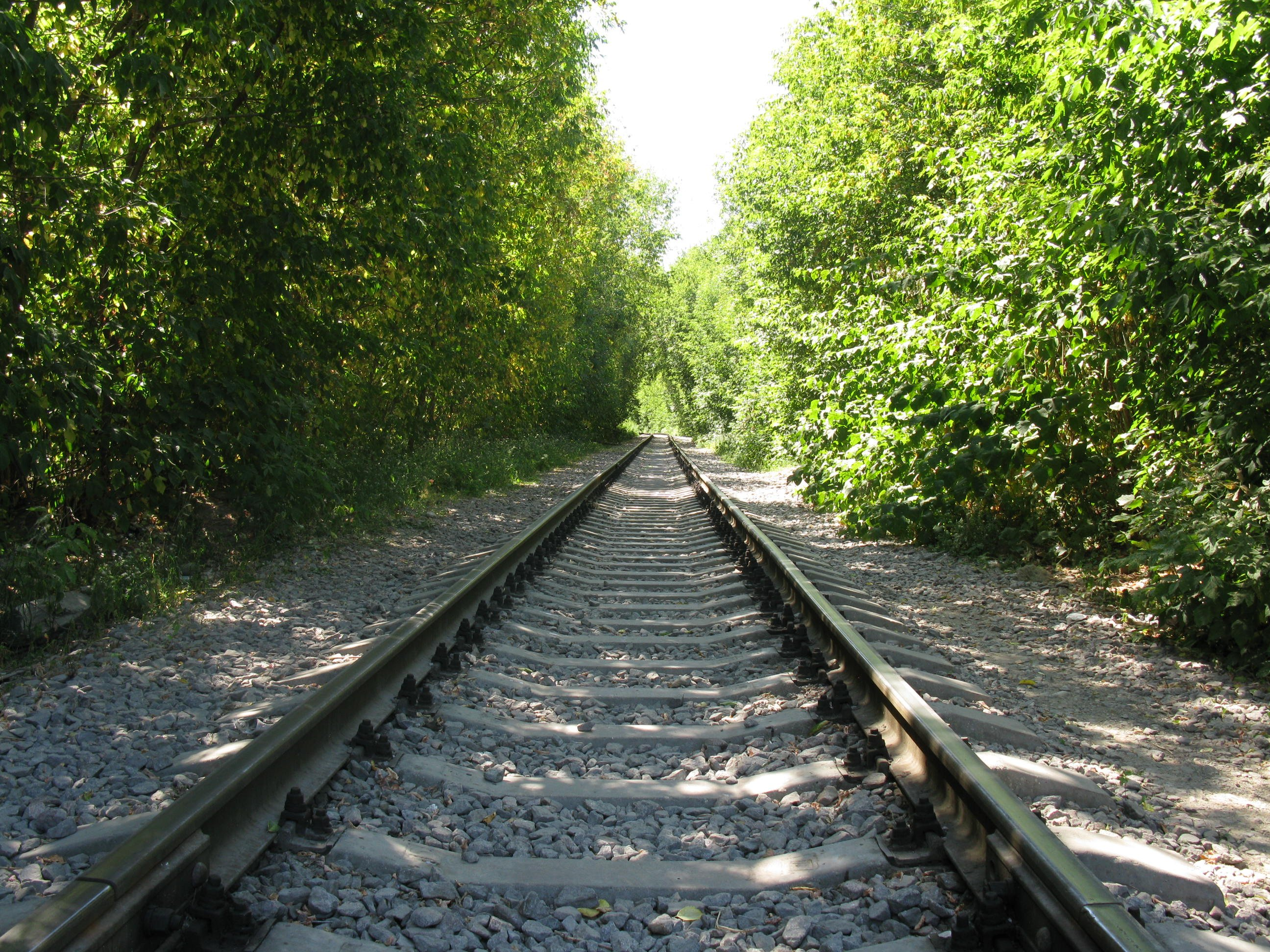
Промышленная железнодорожная станция Калошино в районе Тагильской улицы.

Кало́шино (также Коло́шино) — местность на востоке Москвы, микрорайон и одноимённая промзона в районе Гольяново в Восточном административном округе, а также промышленная железнодорожная станция в Москве.

## Географическое местоположение
Колошино находилось на востоке Москвы по реке Сосенка. К юго-востоку от него находилось село Измайлово, а к западу — село Черкизово. Между Колошином и Черкизовом в 1903—1908 гг. пролегла линия Московской окружной железной дороги.

## История
Впервые сельцо под названием Колошино упоминается в 1552 году; тогда оно принадлежало Чудову монастырю. Название сельца предположительно образовано от мужского прозвищного имени Колоша. В начале XVII века, в Смутное время, Колошино было разорено и превратилось в пустошь. К середине XVII века оно возродилось, но как маленькая деревня (7 крестьянских и 3 бобыльских двора), которая в начале XVIII века вновь запустела. Однако в конце XVIII века Павел I отдал село Черкизово, к которому тогда относились и колошинские земли, в держание митрополиту Платону, и тот возродил деревню: к 1800 году там насчитывалось уже 14 крестьянских дворов.
Теперь деревня располагалась по обе стороны оживлённой Стромынской дороги (а не на берегу Сосенки, как раньше). В течение XIX века население деревни медленно росло: к 1898 году имелось уже 78 изб. Школы, однако, в деревне не было, и крестьянские дети ходили учиться в соседние Измайлово и Гольяново. В середине XIX века в Колошине появилась шерстопрядильная фабрика Лахмана, а в 1890 году купец А. А. Каулин основал здесь небольшое предприятие, занимавшееся выделкой платков и искусственной овчины. В конце XIX и начале XX века жители деревни выращивали картофель, овёс и рожь, а также занимались ткацким и кожевенным ремеслом и вывозом нечистот из Москвы.
По данным переписи 1926 года, в селе имелось 142 двора и проживало 1052 человека; действовали сельсовет и школа 1-й ступени. В 1930-х годах деревня превратилась в рабочий посёлок с населением 4,1 тыс. человек (перепись 1939 года); поскольку происхождение названия посёлка давно забылось, его стали именовать Калошино. В 1939 году территории, лежащие к югу от Щёлковского шоссе, в основном вошли в состав Москвы. Как свидетельствуют карты 1939 и 1952 годов, юго-западная часть посёлка Калошино оставалась, однако, вне городской черты (как и его основная часть, лежавшая к северу от начального участка Щёлковского шоссе).
18 августа 1960 года Указом Президиума Верховного Совета РСФСР новой границей Москвы стал строившаяся тогда Московская кольцевая автомобильная дорога (МКАД). В результате рабочий посёлок Колошино был включён в черту Москвы. В конце 1960-х гг. здесь велось активное строительство жилого массива. Главные дороги, проходящие по территории массива: Щёлковское шоссе, Амурская и Тагильская улицы.

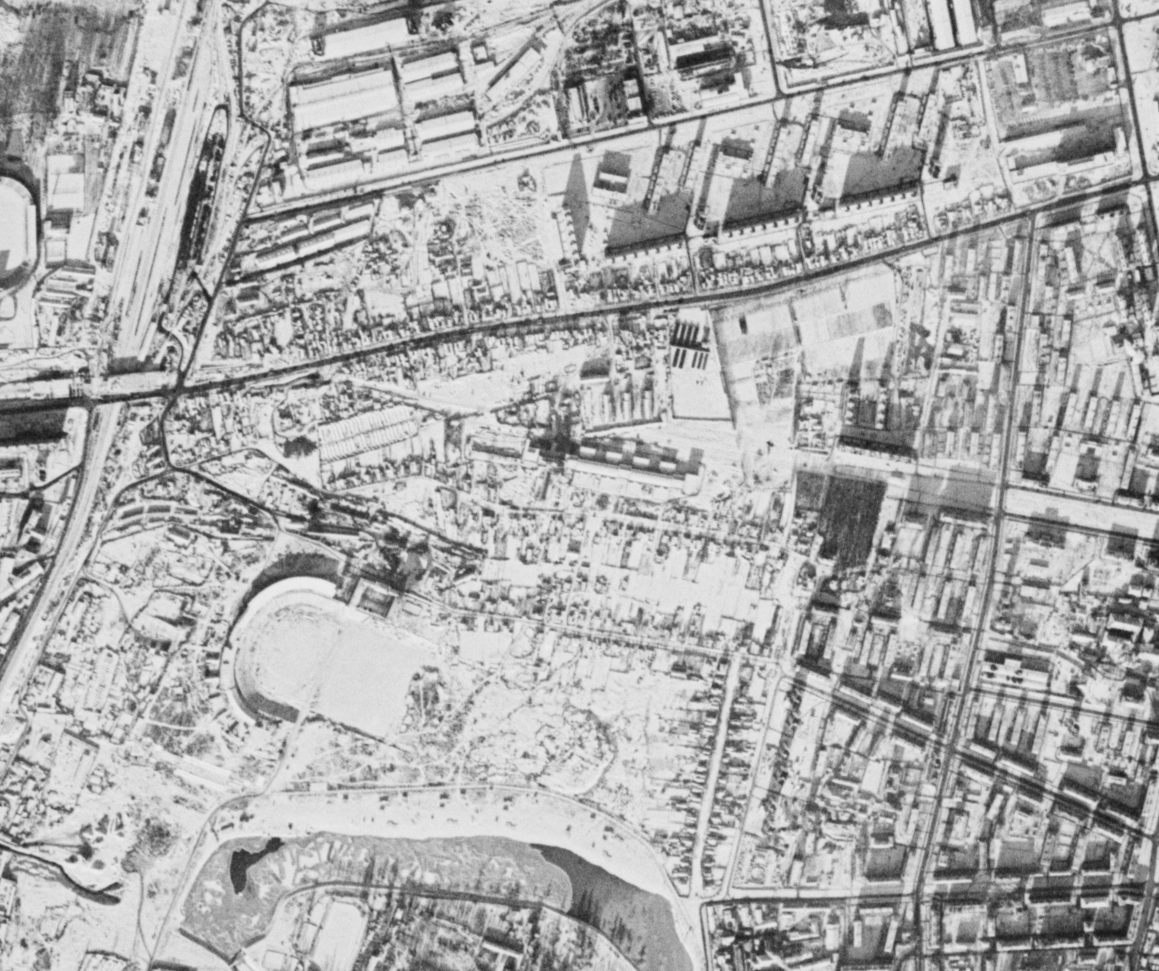
Деревня Колошино на космоснимке Corona 1970 года.

В XXI веке Колошино — микрорайон и одноимённая промзона в составе района Гольяново, Восточный административный округ. Согласно распоряжению Правительства Москвы № 2402-РП от 30 ноября 2005 года, нужно провести реконструкцию квартала. Однако местные жители против. Проводят митинги и пишут письма власти — как мэру Москвы (сперва Юрию Лужкову, затем — Сергею Собянину), так и президенту Российской Федерации Владимиру Путину.

## Память
Память о населённом пункте Калошино сохранена на карте Москвы в названии автобусной остановки (автобусы № т32, т41, т83, 34, 34к, 52, 171, 230, 516): 20 апреля 2015 года остановка «Зоомагазин» была переименована в «Калошино». Переименование связано с тем, что находившийся на территории бывшего посёлка Калошино (Щёлковское шоссе, дом 12, корп. 3) зоомагазин переехал на новое место.